# Hannes Anton
Hannes Anton (* 8. Jänner 1964) ist ein österreichischer Politiker (FPK, früher BZÖ) sowie Unternehmer und Manager. Er war von 2009 bis Ende 2014 Abgeordneter zum Kärntner Landtag.

## Leben
Nach dem Besuch der Volksschule und des Bundesreal-Gymnasiums absolvierte Anton eine Schlosserlehre und arbeitete von 1985 bis 2001 als Verkaufsleiter in der Vereinigten Kärntner Brauereien AG in Villach. Danach war er von 2001 bis 2002 als Geschäftsstellenleiter der zum Konzern gehörenden Schleppe Brauerei in Klagenfurt tätig. In der Folge wechselte Anton 2002 als Abteilungsleiter im Eventmanagement zur Kärnten Werbung. 2004 gründete er eine eigene Event- und Veranstaltungsagentur und schied 2005 aus der Kärnten Werbung aus. Er war in der Folge zwischen 2005 und 2009 Marketing Manager bei Casinos Austria.
Anton wurde am 19. Jänner 2009 als Überraschungskandidat der Freiheitlichen in Kärnten (damals BZÖ) für die Landtagswahl 2009 präsentiert und erhielt mit dem vierten Listenplatz auf der BZÖ-Landesliste einen sicheren Listenplatz. In der Folge wurde er am 31. März 2009 als Abgeordneter zum Kärntner Landtag angelobt und übernahm die Rolle des Bereichssprechers für Tourismus und Sport im Freiheitlichen-Landtagsklub.
Anton war Mitglied des Vorstands des SK Austria Kärnten.
Hannes Anton schied mit 31. Dezember 2014 aus dem Kärntner Landtag aus. Mit 1. April 2015 übernahm Anton die Geschäftsführung des Podersdorf Tourismus und der Tourismus- und Freizeitbetriebs-GmbH und verlegte seinen Wohnsitz von Kärnten ins Burgenland.
Im März 2017 wurde bekannt, dass Anton ab Juli 2017 neuer Geschäftsführer der Landesgesellschaft Burgenland Tourismus wird. Im Mai 2020 wurde seine vorzeitige Ablöse mit 1. September 2020 bekannt.
Anton ist Vater eines Sohnes.